# Rid i natt! (TV-serie)
Rid i natt! är en svensk TV-serie från 1985 i regi av Per Sjöstrand. Kjell Bergqvist, Gurie Nordwall, Tord Peterson, Lauritz Falk med flera deltar som skådespelare. TV-serien är baserad på Vilhelm Mobergs roman med samma namn.

## Handling
Dramat utspelar sig år 1650 i och omkring byn Brändebol. Sju bönder ska betala skatt till slottsherren, men på grund av missväxt i två år får samtliga skatteskulder. Skatterna drivs slutligen in med våld.

## Avsnitt
1. Jag värjer mig och mitt, vad gör ni andra? (23 januari 1985)
2. ...skall såsom förrädare aktas och anses (30 januari 1985)
3. Skallgångsmän skall ha sin lön (6 februari 1985)
4. Ensam mäktar man intet (13 februari 1985)

## Rollista i urval
| Lauritz Falk       | – Jon Stånge, byålderman i Brändebol             |
| Kjell Bergqvist    | – Ragnar Svedje på Svedjegården                  |
| Ewa Wilhelmsson    | – Annika                                         |
| Anna Azcárate      | – Botilla, åldermans dotter, Ragnars trolovade   |
| Tord Peterson      | – Lars Borre, kammarherren Bertold Klewens fogde |
| Gurie Nordwall     | – mor Sigga, Ragnars mor                         |
| Evert Lindkvist    | – Ygge, kallad Bläsmåla tjuv                     |
| Ola Lindegren      | – Hans i Lenhovda, mästerman                     |
| Marianne Tedenstad | – Bocks unga hustru                              |

## DVD
Serien gavs ut på DVD 2013.